# Anoplodactylus vulcanus
Anoplodactylus vulcanus is een zeespin uit de familie Phoxichilidiidae. De soort behoort tot het geslacht Anoplodactylus. Anoplodactylus vulcanus werd in 1992 voor het eerst wetenschappelijk beschreven door Child. 